# Paris Masters 2002 - Qualificazioni singolare
Le qualificazioni del singolare  del Paris Masters 2002 sono state un torneo di tennis preliminare per accedere alla fase finale della manifestazione. I vincitori dell'ultimo turno sono entrati di diritto nel tabellone principale. In caso di ritiro di uno o più giocatori aventi diritto a questi sono subentrati i lucky loser, ossia i giocatori che hanno perso nell'ultimo turno ma che avevano una classifica più alta rispetto agli altri partecipanti che avevano comunque perso nel turno finale.
Le qualificazioni del torneo Paris Masters 2002 prevedevano 24 partecipanti di cui 6 sono entrati nel tabellone principale.

## Teste di serie
1. José Acasuso (primo turno)
2. Davide Sanguinetti (ultimo turno)
3. Jonas Björkman (primo turno)
4. Guillermo Coria (Qualificato)
5. Todd Martin (Qualificato)
6. Mariano Zabaleta (ultimo turno)

1. Julien Boutter (primo turno)
2. Jean-François Bachelot (primo turno)
3. Antony Dupuis (primo turno)
4. Dominik Hrbatý (Qualificato)
5. Olivier Rochus (ultimo turno)
6. Feliciano López (ultimo turno)

## Qualificati
1. Kenneth Carlsen
2. Antony Dupuis
3. Radek Štěpánek

1. Guillermo Coria
2. Todd Martin
3. Dominik Hrbatý

## Tabellone

### Legenda
| - Q = Qualificato - WC = Wild card - LL = Lucky loser | - ALT = Alternate - SE = Special Exempt - PR = Protected Ranking | - w/o = Walkover - r = Ritirato - d = Squalificato |

### Sezione 1
|  | Primo turno | Primo turno     | Primo turno    | Primo turno | Primo turno |  |  | Ultimo turno    | Ultimo turno    | Ultimo turno    | Ultimo turno | Ultimo turno |  |
|  |             |                 |                |             |             |  |  |                 |                 |                 |              |              |  |
|  |             | Kenneth Carlsen | 68             | 7           | 6           |  |  |                 |                 |                 |              |              |  |
|  | 1           | José Acasuso    | 7              | 6           | 2           |  |  | Kenneth Carlsen | Kenneth Carlsen | Kenneth Carlsen | 7            | 6            |  |
|  |             | Adrian Voinea   | Adrian Voinea  | 7           | 7           |  |  | Adrian Voinea   | Adrian Voinea   | Adrian Voinea   | 5            | 2            |  |
|  | 7           | Julien Boutter  | Julien Boutter | 68          | 5           |  |  |                 |                 |                 |              |              |  |

### Sezione 2
|  | Primo turno | Primo turno        | Primo turno   | Primo turno | Primo turno |  |  | Ultimo turno | Ultimo turno       | Ultimo turno       | Ultimo turno | Ultimo turno |  |
|  |             |                    |               |             |             |  |  |              |                    |                    |              |              |  |
|  | 2           | Davide Sanguinetti | 4             | 6           | 7           |  |  |              |                    |                    |              |              |  |
|  |             | Jean-René Lisnard  | 6             | 3           | 63          |  |  | 2            | Davide Sanguinetti | Davide Sanguinetti | 3            | 4            |  |
|  |             | Antony Dupuis      | Antony Dupuis | 6           | 7           |  |  |              | Antony Dupuis      | Antony Dupuis      | 6            | 6            |  |
|  | 9           | Taylor Dent        | Taylor Dent   | 2           | 64          |  |  |              |                    |                    |              |              |  |

### Sezione 3
|  | Primo turno | Primo turno     | Primo turno     | Primo turno | Primo turno |  |  | Ultimo turno | Ultimo turno    | Ultimo turno | Ultimo turno | Ultimo turno |  |
|  |             |                 |                 |             |             |  |  |              |                 |              |              |              |  |
|  |             | Radek Štěpánek  | 6               | 3           | 7           |  |  |              |                 |              |              |              |  |
|  | 3           | Jonas Björkman  | 4               | 6           | 62          |  |  |              | Radek Štěpánek  | 6(1)         | 6            | 6            |  |
|  | 12          | Feliciano López | Feliciano López | 6           | 6           |  |  | 12           | Feliciano López | 7            | 4            | 4            |  |
|  |             | Bohdan Ulihrach | Bohdan Ulihrach | 3           | 4           |  |  |              |                 |              |              |              |  |

### Sezione 4
|  | Primo turno | Primo turno     | Primo turno    | Primo turno | Primo turno |  |  | Ultimo turno | Ultimo turno    | Ultimo turno    | Ultimo turno | Ultimo turno |  |
|  |             |                 |                |             |             |  |  |              |                 |                 |              |              |  |
|  | 4           | Guillermo Coria | 3              | 6           | 7           |  |  |              |                 |                 |              |              |  |
|  |             | Sargis Sargsian | 6              | 4           | 62          |  |  | 4            | Guillermo Coria | Guillermo Coria | 7            | 6            |  |
|  | 11          | Olivier Rochus  | Olivier Rochus | 6           | 6           |  |  | 11           | Olivier Rochus  | Olivier Rochus  | 5            | 4            |  |
|  |             | Michaël Llodra  | Michaël Llodra | 4           | 2           |  |  |              |                 |                 |              |              |  |

### Sezione 5
|  | Primo turno | Primo turno            | Primo turno        | Primo turno | Primo turno |  |  | Ultimo turno | Ultimo turno           | Ultimo turno | Ultimo turno | Ultimo turno |  |
|  |             |                        |                    |             |             |  |  |              |                        |              |              |              |  |
|  | 5           | Todd Martin            | Todd Martin        | 7           | 6           |  |  |              |                        |              |              |              |  |
|  |             | Arnaud Di Pasquale     | Arnaud Di Pasquale | 5           | 2           |  |  | 5            | Todd Martin            | 5            | 6            | 6            |  |
|  |             | Jean-François Bachelot | 1                  | 6           | 7           |  |  |              | Jean-François Bachelot | 7            | 4            | 1            |  |
|  | 8           | Vince Spadea           | 6                  | 2           | 6(1)        |  |  |              |                        |              |              |              |  |

### Sezione 6
|  | Primo turno | Primo turno      | Primo turno      | Primo turno | Primo turno |  |  | Ultimo turno | Ultimo turno     | Ultimo turno | Ultimo turno | Ultimo turno |  |
|  |             |                  |                  |             |             |  |  |              |                  |              |              |              |  |
|  | 6           | Mariano Zabaleta | Mariano Zabaleta | 7           | 7           |  |  |              |                  |              |              |              |  |
|  |             | Grégory Carraz   | Grégory Carraz   | 65          | 65          |  |  | 6            | Mariano Zabaleta | 65           | 7            | 1            |  |
|  | 10          | Dominik Hrbatý   | 6                | 5           | 6           |  |  | 10           | Dominik Hrbatý   | 7            | 5            | 6            |  |
|  |             | Richard Gasquet  | 4                | 7           | 2           |  |  |              |                  |              |              |              |  |